# جایزه فرهنگستان فیلم میانمار
جایزه فرهنگستان فیلم میانمار (انگلیسی: Myanmar Motion Picture Academy Awards) یک جایزهٔ سینمایی است که هر سال در کشور برمه به برترین‌های صنعت سینمای این کشور اعطا می‌شود.
این جایزه، نخستین بار از سال ۱۹۵۲ میلادی بنیان نهاده شد و به برندگان آن علاوه بر تندیسی زرین، یک جایزهٔ نقدی هم تعلق می‌گیرد.